# Gymnanthes integra
Gymnanthes integra là một loài thực vật thuộc họ Euphorbiaceae. Đây là loài đặc hữu của Jamaica. Chúng hiện đang bị đe dọa vì mất môi trường sống.